# Вісьнева (Великопольське воєводство)
Вісьнева (пол. Wiśniewa) — село в Польщі, у гміні Вільчин Конінського повіту Великопольського воєводства.
Населення — 496 осіб (2011).
У 1975-1998 роках село належало до Конінського воєводства.

## Демографія
Демографічна структура станом на 31 березня 2011 року:
|          | Загалом | Допрацездатний вік | Працездатний вік | Постпрацездатний вік |
| -------- | ------- | ------------------ | ---------------- | -------------------- |
| Чоловіки | 251     | 64                 | 170              | 17                   |
| Жінки    | 245     | 54                 | 140              | 51                   |
| Разом    | 496     | 118                | 310              | 68                   |